# Sophie Mergen
Sophie Mergen est une journaliste pour la RTBF, télévision et radio . Elle se spécialise aux chroniques du domaine de la santé. 

## Histoire
Originaire de Schaerbeek , elle est diplômée de l’École de journalisme de l’UCLouvain (l’EjL), après un bac en information et communication à Saint-Louis, elle travaille pour la RTBF depuis le 5 septembre 2015. Elle fait un stage avec la RTBF avant qu’elle devienne reporter à temps plein .
La jeune dame se fait connaitre en étant lauréate du Belgodyssée en 2015 ,.
Débrouillarde, en 2019 elle donne une interview avec un malentendant en langage de signes (qu’elle ne parle pas), par l’entremise d’enregistrement avec son smartphone et de traductions via la Fédération francophone des sourds de Belgique .